# Piotr Puzerewski
Piotr Michajłowicz Puzerewski ros. Пётр Михайлович Пузеревский (ur. 1901 w Równem, zm. 1957) – Rosjanin, pułkownik Armii Czerwonej, pułkownik Wojska Polskiego w l. 1944 – 1946.

## Życiorys
Od 1920 roku pełnił służbę w Armii Czerwonej, na stanowiskach od szeregowca do dowódcy oddziałów saperskich oraz w sztabach wojsk inżynieryjnych. Był m.in. dowódcą 51 Brygady Saperów Armii Czerwonej. W latach 1941–1944 walczył na różnych frontach, a od 1942 w składzie 1 Frontu Ukraińskiego i 2 Frontu Ukraińskiego. Brał udział w obronie Stalingradu, za co był wyróżniony odznaczeniami bojowymi. 
Jesienią 1944 roku został odkomenderowany do Wojska Polskiego, w stopniu pułkownika, na stanowisko dowódcy 2 Warszawskiej Brygady Saperów. Dowodził brygadą w czasie walk o Warszawę. Po zdobyciu Warszawy był szefem sztabu rozminowywania stolicy. Kierował pracami rozminowania Warszawy prowadzonymi przez 2, 4 i 5 Brygadę Saperów oraz oddziały sowieckie. Za skuteczne rozminowanie otrzymał podziękowanie od Naczelnego Dowódcy Wojska Polskiego gen. Michała Żymierskiego oraz został wyróżniony krzyżem Grunwaldu 3 klasy. Po wojnie organizował rozminowanie terenów przyczółków: warecko-magnuszewskiego, puławskiego i sandomierskiego oraz terenów centralnej Polski od Wisły do Odry, z Wrocławiem włącznie.
Latem 1946 r. powrócił do Armii Czerwonej. Zmarł w 1957.

## Ordery i odznaczenia
- Order Virtuti Militari V klasy
- Order Krzyża Grunwaldu II klasy
- Order Krzyża Grunwaldu III klasy
- Order Lenina
- Order Czerwonego Sztandaru
- Order Czerwonej Gwiazdy
- Medal „Za zwycięstwo nad Niemcami w Wielkiej Wojnie Ojczyźnianej 1941–1945”
- Medal „Za obronę Stalingradu”
- Medal „Za wyzwolenie Warszawy”